# Kamil Mingazov
Kamil Mingazov (tatarsky Kamil Minhacov, Камил Минһаҗов, turkmensky Kamil Mingazow; * 21. června 1968, Turkmenská SSR, Sovětský svaz) je bývalý turkmenský resp. sovětský fotbalista a reprezentant a také trenér. Narodil se v rodině Tatarů. Mimo Turkmenistánu působil na Ukrajině (ještě za éry SSSR) a Kazachstánu. Univerzální fotbalista, hrál v útoku, záloze, obraně a dokonce se představil i jako brankář.
Jeho synem je turkmenský reprezentant Ruslan Mingazov.

## Klubová kariéra
V letech 1987 a 1989 až 1991 hrál za turkmenský klub Köpetdag Aşgabat (Ašchabad), v letech 1988-1989 pak za ukrajinský celek FK Bukovyna Černovice.
V sezóně 1992-1999 hrál v samostatném Turkmenistánu za Köpetdag a Nisu Aşgabat. Vyhrál turkmenskou fotbalovou ligu i pohár.

## Reprezentační kariéra
Hrál za národní tým Turkmenistánu (1992-2005), zúčastnil se mnoha kvalifikací na mistrovství světa a mistrovství Asie. Za národní tým Turkmenistánu hrál na všech pozicích: útočníka, záložníka, obránce a dokonce byl i brankářem na Asijských hrách v roce 1994 v Japonsku v utkání proti Číně, zápas skončil s výsledkem 2:2 (Turkmenistán měl totiž k dispozici jen 11 hráčů z dvacetičlenného týmu, zbývajících 9 se zdrželo v Moskvě kvůli problémům s vízy).

## Trenérská kariéra
Trenérská kariéra začala v květnu 2006, kdy se stal hlavním trenérem Nisy Ašchabad.
Spolu s bývalým spoluhráčem Tofigem Šukurovem pak působil od roku 2009 jako hlavní trenér ženského týmu Köpetdagu.
V současné době (2014) pracuje jako asistent trenéra v ašchabadském klubu Talyp Sporty Aşgabat.